# 森林公園駅 (埼玉県)
森林公園駅（しんりんこうえんえき）は、埼玉県比企郡滑川町大字羽尾にある、東武鉄道東上本線の駅である。駅番号はTJ 30。
1971年（昭和46年）3月1日に森林公園検修区の使用開始に合わせて開業した。

## 駅構造
島式ホーム2面4線を持つ地上駅で、橋上駅舎を有している。北口・南口・ホームと改札階を連絡するエスカレーターが設置されている。トイレは各ホーム上にある。2009年3月31日にエレベーターとユニバーサルデザインの一環としての多機能トイレの供用を開始した。
当駅が開設される前は1駅池袋寄りの東松山駅を始発・終着として折り返す列車が設定されていたが、当駅開設と同時に駅の下り方に森林公園検修区（東上本線と越生線の全車両が配置されている車両基地）が新たに設置されたことから、1977年10月21日ダイヤ改正から東松山駅で折り返していた列車は延長運転する形で当駅を始発・終着とするようにされ、運用後は基本的に森林公園検修区に入庫する形となった。
当駅で時間調整をする列車があり、下りはふじみ野で追い抜いた列車を待つ急行、上りは小川町始発の急行が快速急行や川越特急の発車待ちを行う列車がある。上りの急行・快速急行は基本的に当駅を先発した電車が池袋（副都心線直通列車は和光市）まで先着する。
坂戸駅管区傘下の駅長配置駅で、つきのわ駅・武蔵嵐山駅を管理する。

### のりば
| 番線 | 路線   | 方向 | 行先       | 備考                |
| ---- | ------ | ---- | ---------- | ------------------- |
| 1・2 | 東上線 | 下り | 小川町方面 | 1番線は主に当駅止   |
| 3・4 | 東上線 | 上り | 池袋方面   | 朝の一部は1番線から |

- 長らく1・2番線から寄居駅まで直通する列車は設定されておらず、東武竹沢駅から先の寄居方面は小川町駅で乗り換えとなっていたが、2023年3月18日ダイヤ改正以降、一部列車の当駅から寄居駅までの直通が復活した[4]。

### 備考
- 2006年頃に発車標が更新された際に小川町で寄居行きに接続する列車に「寄居接続」と表示されるようになった。
- 回送電車が発車する時に限り、発車放送が流れる。

## 利用状況
2024年度の1日平均乗降人員は12,160人である。東上線の東松山以西の駅では最も多い。
近年の1日平均乗降人員および乗車人員の推移は下記の通り。
| 年度               | 1日平均 乗降人員 | 1日平均 乗車人員 | 出典       |
| ------------------ | ---------------- | ---------------- | ---------- |
| 1990年（平成02年） | 12,971           | 6,682            |            |
| 1991年（平成03年） | 13,277           | 6,792            |            |
| 1992年（平成04年） | 13,577           | 6,943            |            |
| 1993年（平成05年） | 14,109           | 7,208            |            |
| 1994年（平成06年） | 14,588           | 7,465            |            |
| 1995年（平成07年） | 14,919           | 7,599            |            |
| 1996年（平成08年） | 15,410           | 7,884            |            |
| 1997年（平成09年） | 15,296           | 7,805            |            |
| 1998年（平成10年） | 15,517           | 7,889            |            |
| 1999年（平成11年） | 15,082           | 7,680            | [ * 1 ]    |
| 2000年（平成12年） | 15,122           | 7,672            | [ * 2 ]    |
| 2001年（平成13年） | 15,186           | 7,612            | [ * 3 ]    |
| 2002年（平成14年） | 14,266           | 7,180            | [ * 4 ]    |
| 2003年（平成15年） | 13,960           | 7,038            | [ * 5 ]    |
| 2004年（平成16年） | 14,100           | 7,126            | [ * 6 ]    |
| 2005年（平成17年） | 13,873           | 7,020            | [ * 7 ]    |
| 2006年（平成18年） | 13,880           | 7,052            | [ * 8 ]    |
| 2007年（平成19年） | 13,855           | 7,037            | [ * 9 ]    |
| 2008年（平成20年） | 14,101           | 7,147            | [ * 10 ]   |
| 2009年（平成21年） | 13,882           | 7,012            | [ * 11 ]   |
| 2010年（平成22年） | 13,891           | 7,014            | [ * 12 ]   |
| 2011年（平成23年） | 13,971           | 6,965            | [ * 13 ]   |
| 2012年（平成24年） | 14,332           | 7,150            | [ * 14 ]   |
| 2013年（平成25年） | 14,445           | 7,204            | [ * 15 ]   |
| 2014年（平成26年） | 14,123           | 7,053            | [ * 16 ]   |
| 2015年（平成27年） | 14,416           | 7,208            | [ * 17 ]   |
| 2016年（平成28年） | 14,436           | 7,252            | [ * 18 ]   |
| 2017年（平成29年） | 14,499           | 7,290            | [ * 19 ]   |
| 2018年（平成30年） | 14,541           | 7,311            | [ * 20 ]   |
| 2019年（令和元年） | 14,284           | 7,167            | [ * 21 ]   |
| 2020年（令和02年） | 9,681            | 4,856            | [ * 22 ]   |
| 2021年（令和03年） | 10,979           | 5,507            | [ 東武 3 ] |
| 2022年（令和04年） | 11,719           | 5,882            | [ 東武 4 ] |
| 2023年（令和05年） | 12,121           | 6,087            | [ 東武 5 ] |
| 2024年（令和06年） | 12,160           | 6,106            | [ 東武 1 ] |

## 駅周辺
当駅始発・終着列車が多く設定されていることから、周辺地域からのパーク&ライド利用者の駐車場も多く存在する。南口は区画整理が行われ、「東武CITY森林公園」をはじめとした住宅街となっており、その先には東松山工業団地が広がっている。駅の東側には住宅が少なく、森林と畑が広がっている。

### 北口
- 国営武蔵丘陵森林公園 - 駅から公園の一番近い南口までは北へ2.8kmあり、遊歩道と自転車道が整備されている。駅からバス（後述）でもアクセス出来る。
- 川越観光自動車森林公園営業所

また、東武レンタサイクルが北口に設置されていたが、平成27年12月20日をもって営業を終了した。これにより、「東上線サイクリングクーポン」の発売は12月20日の利用分をもって終了となった。
- 熊谷東松山道路（県道47号線）のガード下に無料駐輪場がある。
- なめがわベイシアモール（2 km前後）

※滑川町役場へは立正大学・熊谷駅南口（熊谷市）行きバスに乗車し森林公園南口入口下車、徒歩約10分。

### 南口
- 東松山工業団地
- 国道254号
- 森林ホテル

## バス路線
最寄りのバス停は「森林公園駅」停留所であり、北口ロータリーにある。
※ 新型コロナウイルスの感染拡大の影響による運行状況は各社ホームページを参照。
| 乗り場 | 運行事業者                                                 | 系統           | 行先                               | 備考                                    |
| ------ | ---------------------------------------------------------- | -------------- | ---------------------------------- | --------------------------------------- |
| 1      | 国際十王交通                                               | RU01・02       | 立正大学・熊谷駅南口               | 立正大開校日ダイヤと 休校日ダイヤがある |
| 2      | 川越観光自動車                                             | SN01           | 森林公園南口                       | 土休日のみの運行                        |
| 2      | 川越観光自動車                                             | 臨時           | 森林公園中央口                     | 臨時バス （夜間イベント等）             |
| 2      | - 国際十王交通 - 東京空港交通                              | 高速羽田空港線 | 羽田空港                           | 空港発は降車専用 この先熊谷駅・籠原駅   |
| 2      | - 川越観光自動車 - 東武バスウエスト - 京成バス千葉イースト | 高速成田空港線 | 成田空港                           | 当地起終点                              |
| (無番) | 花園観光バス                                               | 1・2           | ふかや花園プレミアム・アウトレット |                                         |

- その他、スクールバス・企業送迎バス・施設送迎バス等も発着。
- 1・2番のりばは西側（ロータリー出口付近）、花園観光のりばは東側（ロータリー入口付近）
- かつては3番のりばがあった（1番より手前の駅入口近く。森林公園内ウォーターランド行き臨時バスのりば→イーグルバスの花見台工業団地行きのりばとして使用）。
- 東武バスウエストによって毎週金曜日深夜運行されていた川越駅東口（25時15分）・本川越駅発ミッドナイトアロー東松山・森林公園駅（東武バスウエスト）は北口2番のりばを降車地としていた。なお、新型コロナウイルス感染症の影響による休止を経て、2020年11月20日を以て廃止[7]。
- コミュニティバス滑川町ふれあいバスが水曜日と金曜日のみに運行されていたが、2016年8月31日を以て廃止、「デマンド交通ターナちゃん」に移行した。
- 吉見町巡回バスが乗り入れていたが、2019年3月31日を以て廃止された。

## 隣の駅
東武鉄道
 東上本線
■TJライナー・■川越特急・■快速急行・■急行・■準急・□普通
東松山駅 (TJ 29) - 森林公園駅 (TJ 30) - つきのわ駅 (TJ 31)

### 利用状況
埼玉県統計年鑑
1. ↑  埼玉県統計年鑑（平成12年）
2. ↑  埼玉県統計年鑑（平成13年）
3. ↑  埼玉県統計年鑑（平成14年）
4. ↑  埼玉県統計年鑑（平成15年）
5. ↑  埼玉県統計年鑑（平成16年）
6. ↑  埼玉県統計年鑑（平成17年）
7. ↑  埼玉県統計年鑑（平成18年）
8. ↑  埼玉県統計年鑑（平成19年）
9. ↑  埼玉県統計年鑑（平成20年）
10. ↑  埼玉県統計年鑑（平成21年）
11. ↑  埼玉県統計年鑑（平成22年）
12. ↑  埼玉県統計年鑑（平成23年）
13. ↑  埼玉県統計年鑑（平成24年）
14. ↑  埼玉県統計年鑑（平成25年）
15. ↑  埼玉県統計年鑑（平成26年）
16. ↑  埼玉県統計年鑑（平成27年）
17. ↑  埼玉県統計年鑑（平成28年）
18. ↑  埼玉県統計年鑑（平成29年）
19. ↑  埼玉県統計年鑑（平成30年）
20. ↑  埼玉県統計年鑑（令和元年）
21. ↑  埼玉県統計年鑑（令和2年）
22. ↑  埼玉県統計年鑑（令和3年）

東武鉄道の1日平均乗降人員
1. 1 2 3  『駅別乗降人員 2024年度』（PDF）（レポート）東武鉄道、10頁。オリジナルの2025年5月19日時点におけるアーカイブ。2025年5月29日閲覧。
2. ↑  “駅情報（乗降人員）”.   東武鉄道. 2024年7月30日閲覧。
3. ↑  『駅別乗降人員 2021年度』（PDF）（レポート）東武鉄道、2024年、13頁。オリジナルの2024年5月18日時点におけるアーカイブ。
4. ↑  『駅別乗降人員 2022年度』（PDF）（レポート）東武鉄道、2024年、13頁。オリジナルの2024年5月18日時点におけるアーカイブ。
5. ↑  『駅別乗降人員 2023年度』（PDF）（レポート）東武鉄道、2024年、13頁。オリジナルの2024年5月18日時点におけるアーカイブ。